# 어디갔어, 버나뎃
《어디갔어, 버나뎃》(영어: Where'd You Go, Bernadette)은 리처드 링클레이터 감독의 2019년작 코미디 드라마 영화로, 마리아 셈플이 쓴 동명 소설이 원작이다. 케이트 블란쳇, 빌리 크루덥, 에마 넬슨, 크리스틴 위그, 제임스 어배니액, 주디 그리어 등이 출연하였다.
평단으로부터 엇갈린 평가를 받았다.
케이트 블란쳇은 이 영화를 통해 2020년 제77회 골든 글로브상 뮤지컬·코미디 부문 여우주연상 후보에 올랐다.

## 줄거리
버너뎃은 과거엔 존경받는 건축가였지만 지난 몇 년간 주부로 살며 가정에만 헌신해왔다. 그러나 버너뎃은 이웃들과 잘 어울리지 못하며 일을 그만둔 것을 후회하고 있다. 어느 날 버너뎃이 감쪽같이 사라져버리자 남편과 딸은 버너뎃을 찾아 남극으로 향한다. 

## 출연
- 케이트 블란쳇 - 버너뎃 폭스 역
- 빌리 크루덥 - 엘지 브랜치 역
- 에마 넬슨 - 발라크리슈나 "비" 브랜치 역
- 크리스틴 위그 - 오드리 그리핀 역
- 조이 차오 - 수린 리시걸 역 역
- 데이비드 페이머 - 제이 로스 역
- 메건 멀랠리 - 주디 톨 역
- 로런스 피시번 - 폴 젤리넥 역
- 스티브 잔 - 데이비드 워커 역
- 주디 그리어 - 저넬 커츠 의사 역
- 제임스 어배니액 - 마커스 스트랭 요원 역
- 요한네스 회이퀴르 요한네손 - J. 루버롤 선장 역
- 트로이언 벨리사리오 - 베키 역
- 클로디아 두밋 - 아이리스 역
- 케이틀린 스태턴 - 비비언 역
- 케이트 버턴 - 엘런 아이덜슨 역
- 패트릭 시브스 - 톰 역
- 설리아 토리오 - 케네디 역
- 조 코일 - 마이크 역
- 케이트 이스턴 - 태미 역
- 패트릭 조던 - 게임쇼 호스트 역

## 기타
- 총괄 제작: 질리언 롱네커, 메건 엘리슨
- 수입(대한민국): kth